# Saison 2019 des Angels de Los Angeles
La saison 2019 des Angels de Los Angeles est la 59e saison de son histoire et la 54e à Anaheim (toutes au Angel Stadium). Ils n'ont pas réussi à se qualifier pour les séries éliminatoires pour la cinquième année consécutive et terminent la saison avec un bilan de 72-90.
Le 1er juillet 2019, le lanceur des Angels Tyler Skaggs est décédé à l'âge de 27 ans alors qu'il était au Texas pour une série face aux Rangers du Texas.

## Saison régulière

### Classements de la saison

#### Division Ouest de la Ligue américaine
| Division Ouest de la Ligue américaine | V   | D  | Moy.  | MR | Dom.  | Ext.  |
| ------------------------------------- | --- | -- | ----- | -- | ----- | ----- |
| Astros de Houston                     | 107 | 55 | 0.660 | —  | 60–21 | 47–34 |
| Athletics d'Oakland                   | 97  | 65 | 0.599 | 10 | 52–29 | 45–36 |
| Rangers du Texas                      | 78  | 84 | 0.481 | 29 | 45–36 | 33–48 |
| Angels de Los Angeles                 | 72  | 90 | 0.444 | 35 | 38–43 | 34–47 |
| Mariners de Seattle                   | 68  | 94 | 0.420 | 39 | 35–46 | 33–48 |

#### Leaders de la Ligue américaine
| Leaders de division | V   | D  | Moy.  |
| ------------------- | --- | -- | ----- |
| Astros de Houston   | 107 | 55 | 0.660 |
| Yankees de New York | 103 | 59 | 0.636 |
| Twins du Minnesota  | 101 | 61 | 0.623 |

| Meilleurs deuxièmes (Deux premiers qualifiés en séries éliminatoires) | V  | D   | Moy.  |
| --------------------------------------------------------------------- | -- | --- | ----- |
| Athletics d'Oakland                                                   | 97 | 65  | 0.599 |
| Rays de Tampa Bay                                                     | 96 | 66  | 0.593 |
| Indians de Cleveland                                                  | 93 | 69  | 0.574 |
| Red Sox de Boston                                                     | 84 | 78  | 0.519 |
| Rangers du Texas                                                      | 78 | 84  | 0.481 |
| White Sox de Chicago                                                  | 72 | 89  | 0.447 |
| Angels de Los Angeles                                                 | 72 | 90  | 0.444 |
| Mariners de Seattle                                                   | 68 | 94  | 0.420 |
| Blue Jays de Toronto                                                  | 67 | 95  | 0.414 |
| Royals de Kansas City                                                 | 59 | 103 | 0.364 |
| Orioles de Baltimore                                                  | 54 | 108 | 0.333 |
| Tigers de Détroit                                                     | 47 | 114 | 0.292 |

### Bilan par adversaire
| Équipe      | BAL  | BOS  | CWS  | CLE  | DET  | HOU  | KC   | LAA  | MIN  | NYY  | OAK  | SEA  | TB   | TEX  | TOR  | NL    |
| ----------- | ---- | ---- | ---- | ---- | ---- | ---- | ---- | ---- | ---- | ---- | ---- | ---- | ---- | ---- | ---- | ----- |
| Baltimore   | —    | 7–12 | 3–3  | 3–4  | 3–4  | 2–4  | 3–3  | 4–3  | 0–6  | 2–17 | 1–6  | 3–4  | 7–12 | 1–6  | 8–11 | 7–13  |
| Boston      | 12–7 | —    | 5–2  | 3–3  | 5–2  | 2–4  | 5–1  | 4–3  | 3–3  | 5–14 | 4–3  | 4–3  | 7–12 | 4–3  | 11–8 | 10–10 |
| Chicago     | 3–3  | 2–5  | —    | 11–8 | 12–6 | 4–3  | 9–10 | 2–5  | 6–13 | 4–3  | 1–5  | 2–4  | 2–4  | 4–3  | 4–3  | 6–14  |
| Cleveland   | 4–3  | 3–3  | 8–11 | —    | 18–1 | 3–4  | 12–7 | 6–0  | 10–9 | 4–3  | 1–5  | 5–1  | 1–6  | 4–3  | 6–1  | 8–12  |
| Détroit     | 4–3  | 2–5  | 6–12 | 1–18 | —    | 1–6  | 10–9 | 3–3  | 5–14 | 3–3  | 1–6  | 1–6  | 2–4  | 0–6  | 3–4  | 5–15  |
| Houston     | 4–2  | 4–2  | 3–4  | 4–3  | 6–1  | —    | 5–1  | 14–5 | 3–4  | 4–3  | 11–8 | 18–1 | 3–4  | 13–6 | 4–2  | 11–9  |
| Kansas City | 3–3  | 1–5  | 10–9 | 7–12 | 9–10 | 1–5  | —    | 2–4  | 5–14 | 2–5  | 2–5  | 2–5  | 3–4  | 2–5  | 1–6  | 9–11  |
| Los Angeles | 3–4  | 3–4  | 5–2  | 0–6  | 3–3  | 5–14 | 4–2  | —    | 1–5  | 2–5  | 6–13 | 10–9 | 3–4  | 9–10 | 6–1  | 12–8  |
| Minnesota   | 6–0  | 3–3  | 13–6 | 9–10 | 14–5 | 4–3  | 14–5 | 5–1  | —    | 2–4  | 3–4  | 5–2  | 5–2  | 6–1  | 4–3  | 8–12  |
| New York    | 17–2 | 14–5 | 3–4  | 3–4  | 3–3  | 3–4  | 5–2  | 5–2  | 4–2  | —    | 2–4  | 6–1  | 12–7 | 3–3  | 11–8 | 12–8  |
| Oakland     | 6–1  | 3–4  | 5–1  | 5–1  | 6–1  | 8–11 | 5–2  | 13–6 | 4–3  | 4–2  | —    | 10–9 | 4–3  | 13–6 | 0–6  | 11–9  |
| Seattle     | 4–3  | 3–4  | 4–2  | 1–5  | 6–1  | 1–18 | 5–2  | 9–10 | 2–5  | 1–6  | 9–10 | —    | 2–4  | 8–11 | 4–2  | 9–11  |
| Tampa Bay   | 12–7 | 12–7 | 4–2  | 6–1  | 4–2  | 4–3  | 4–3  | 4–3  | 2–5  | 7–12 | 3–4  | 4–2  | —    | 3–3  | 13–6 | 14–6  |
| Texas       | 6–1  | 3–4  | 3–4  | 3–4  | 6–0  | 6–13 | 5–2  | 10–9 | 1–6  | 3–3  | 6–13 | 11–8 | 3–3  | —    | 3–3  | 9–11  |
| Toronto     | 11–8 | 8–11 | 3–4  | 1–6  | 4–3  | 2–4  | 6–1  | 1–6  | 3–4  | 8–11 | 6–0  | 2–4  | 6–13 | 3–3  | —    | 3–17  |

## Affiliations en ligues mineures
| Niveau            | Équipe                          | Ligue                         |
| ----------------- | ------------------------------- | ----------------------------- |
| AAA               | Bees de Salt Lake               | Ligue de la côte du Pacifique |
| AA                | Trash Pandas de Rocket City     | Southern League               |
| A-Advanced        | 66ers de l'Inland Empire        | California League             |
| A                 | Bees de Burlington              | Midwest League                |
| Ligue des recrues | Orem Owlz                       | Pioneer League                |
| Ligue des recrues | Angels de la Ligue de l'Arizona | Arizona League                |
| Ligue des recrues | Angels de la DSL                | Dominican Summer League       |

L'ensemble des entraîneurs et effectifs peuvent être trouvés sur le site web de chaque équipe.